# Lista över akademiska körer i Danmark
Med akademisk kör avses här en kör som har sin huvudsakliga verksamhet knuten till ett universitet eller högskola, som huvudsakligen består av studenter eller akademiker eller som själv definierar sig som en akademisk kör eller studentkör.

## Köpenhamn
- Studenter-Sangforeningen i Köpenhamn

## Århus
- Aarhus Studentersangere[1]